# Coriarachne melancholica
Coriarachne melancholica är en spindelart som beskrevs av Simon 1880. Coriarachne melancholica ingår i släktet Coriarachne och familjen krabbspindlar. Inga underarter finns listade i Catalogue of Life.